# Gnophomyia fraterna
Gnophomyia fraterna is een tweevleugelige uit de familie steltmuggen (Limoniidae). De soort komt voor in het Oriëntaals gebied.